# Erasmo Ramírez (baseball, 1990)
Pour les articles homonymes, voir Erasmo Ramírez.
Erasmo José Ramírez Olivera, né le 2 mai 1990 à Rivas au Nicaragua, est un lanceur droitier des Nationals de Washington de la Ligue majeure de baseball.

## Carrière

### Mariners de Seattle

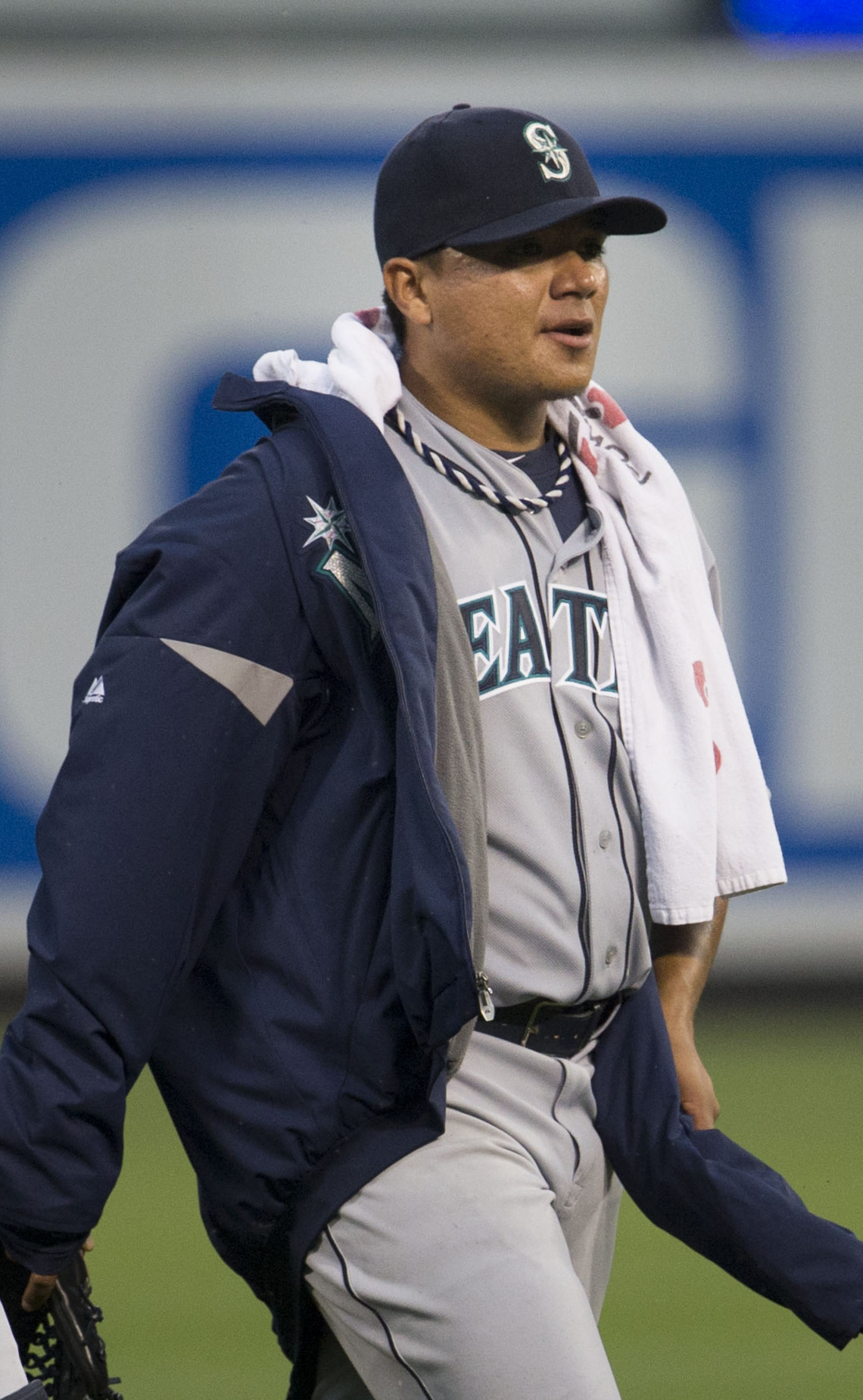
Erasmo Ramírez en 2013.

Né au Nicaragua, Erasmo Ramírez quitte son pays à l'âge de 12 ans pour San Salvador, au Salvador, et entre l'année suivante à la Fundacion Educando A Un Salvadoreno, une académie sports-études fondée par un Salvadorien retourné dans son pays après avoir émigré aux États-Unis. Là-bas, Ramírez est découvert par un dépisteur des Mariners de Seattle de la Ligue majeure de baseball et mis sous contrat en 2007, alors qu'il est âgé de 17 ans.
En 2009, Ramírez est nommé lanceur de l'année en ligues mineures dans l'organisation des Mariners de Seattle, après avoir connu dans la Ligue d'été du Venezuela une saison de 11 victoires et une seule défaite avec une moyenne de points mérités de 0,51 en 88 manches lancées.
Après avoir gravi les échelons dans les ligues mineures, Ramírez fait ses débuts dans les Ligues majeures le 9 avril 2012. Le lanceur de 21 ans fait alors une première présence de trois manches en relève face aux Rangers du Texas. Il maintient une moyenne de points mérités de 3,36 en 59 manches lancées avec Seattle en 2012. Il apparaît dans 8 matchs comme lanceur partant et 8 autres comme releveur. C'est comme partant qu'il inscrit sa première victoire en carrière le 11 septembre 2012 face aux Blue Jays de Toronto et il complète cette première saison avec un gain et trois défaites.
En 3 saisons, de 2012 à 2014, il remporte 7 victoires contre 12 défaites et affiche une moyenne de points mérités de 4,62 en 206 manches et deux tiers lancées pour Seattle. Il amore 35 matchs comme lanceur partant et ajoute 12 apparitions en relève.

### Rays de Tampa Bay
Le 31 mars 2015, les Mariners l'échangent aux Rays de Tampa Bay contre le lanceur gaucher Mike Montgomery.
Ramírez alterne entre les rôles de lanceur partant et de lanceur de relève avec les Rays. Sa moyenne de points mérités s'élève à 3,98 en 323 manches et un tiers lancées au total en un peu moins de trois saisons. 
Il maintient une moyenne de points mérités de 3,75 en 163 manches et un tiers lancées à sa première saison à Tampa Bay en 2015, débutant 27 de ses 35 matchs joués et remportant 11 victoires contre 6 défaites.
En 2016, il est exclusivement utilisé en relève, sauf pour un seul match comme partant. En 64 sorties et 90 manches et deux tiers lancées au total, il affiche une moyenne de points mérités de 3,77.
En 8 départs et 18 apparitions en relève en 2017, sa moyenne de points mérités se chiffre à 4,80 en 69 manches et un tiers lancées pour Tampa Bay, avec qui il lance jusqu'aux derniers jours de juillet avant une transaction qui le retourne à son ancienne équipe, Seattle.

### Retour à Seattle
Le 28 juillet 2017, Ramírez retourne chez les Mariners de Seattle via un échange, les Rays le cédant à son ancienne équipe en retour du lanceur de relève droitier Steve Cishek